# Janiszew (województwo wielkopolskie)
Janiszew – wieś w Polsce, w gminie Brudzew, w powiecie tureckim, w województwie wielkopolskim, ok. 10 km od Turku. W 2005 roku wieś zamieszkiwało 286 osób. W Janiszewie znajduje się kościół pw. św. Jadwigi Śląskiej i Matki Boskiej Szkaplerznej oraz cmentarz z początku XX wieku.
Wieś położona jest w centralnej części gminy Brudzew, nad wkopem Kopalni Węgla Brunatnego Adamów odkrywka Koźmin, nad rzeczką, tzw. Strugą Janiszewską. Położony jest przy drodze gminnej z Brudzewa do Koźmina, ok. 10 km od Turku, a 2 km od Brudzewa. W skład Janiszewa wchodzą tzw. Parcele, Poduchowne, Ostrów oraz Stara Wieś, po której pozostał tylko ogromny dół po wkopie. Wieś sąsiaduje z Brudzewem, Krwonami, Głowami i Koźminem. Miejscowość położona jest na wysokości ok. 100–105 m n.p.m.

## Historia
Najwcześniejsza potwierdzona pisana informacja dotycząca Janiszewa widnieje w sieradzkich księgach ziemskich i pochodzi z 1420 roku. Dotyczy ona Piotra Niewieskiego, który procesował się z Janem i Mrokotą z Janiszewa.
Z zapisu w poznańskiej księdze ziemskiej z 1463 roku wynika, że pierwszymi właścicielami wsi byli Janiszewscy (stąd też nazwa miejscowości). W tym też roku Mikołaj Janiszewski, na połowach wsi Janiszew i Głowy oraz młynie Borowym, zapisał swej żonie Zuzannie 300 grzywien.
Kolejny odnaleziony zapis pochodzi z 1631 roku. Mówi on o zawarciu kontraktu dzierżawnego wsi Janiszew.
W czasie potopu Szwedzi zniszczyli zamek w Brudzewie, a także spalili okoliczne miejscowości, wśród których znalazły się Marulew, Janiszew i Głowy. W późniejszych latach tereny te nękały epidemie. W 1681 roku dziedzicem Janiszewa był Stanisław Wysocki z Budzisławia. Od 1732 roku wieś była własnością jego syna Franciszka. W roku 1777 dziedzicem Janiszewa został Jan Zaręba Cielecki.
Po II rozbiorze Polski (1793) okolice Janiszewa znalazły się pod zaborem pruskim.
W Księgach zmarłych parafii Janiszew, znajdujących się w Archiwum Diecezjalnym we Włocławku, widnieją akty zgonów pięciu powstańców styczniowych, poległych w sierpniu 1863 roku. Z ksiąg tych wynika, że byli uczestnikami walki w borze pod Krwonami. Najprawdopodobniej ich ciała kryje mogiła znajdująca się w pobliżu kaplicy w Posoce.
Słownik Geograficzny Królestwa Polskiego mówi, że w II poł. XIX wieku wieś Janiszew składała się z kolonii, folwarku i osady. Kolonia składała się z 48 domów, zamieszkiwanych przez 340 osób. Folwark stanowiło osiem domów, w których mieszkało 106 osób, zaś osadę, liczącą jeden dom, zamieszkiwało pięć osób. Zatem ogólna liczba mieszkańców wsi wynosiła ponad 450 mieszkańców, czyli blisko dwa razy więcej osób niż w czasach obecnych.
Kilka lat później tereny Janiszewa przeszły w posiadanie rodu Sokolnickich, którzy postawili tutaj dworek. Również z inicjatywy państwa Sokolnickich w 1919 roku w Janiszewie założono Ochotniczą Straż Pożarną. Po ich śmierci dworek przeszedł w posiadanie pana Łempickiego. W 1964 roku budynek został zniszczony, a pozostałości posłużyły podczas budowy dróg.
W latach 1975–1998 Janiszew leżał na terenie byłego województwa konińskiego, a od 1 stycznia 1999 znajduje się w granicach województwa wielkopolskiego.

## Dworek
W miejscowym parku stał parterowy, murowany, wysoko podpiwniczony, siedmioosiowy dworek z początku XIX wieku. We wnętrzu zachowała się z tego okresu stolarka. Dobudówka przy narożniku pochodziła już z późniejszego okresu. Zwrócony był frontem na południe. Północna ściana podpierana była szkarpami. Dach naczółkowy dworku pokryty był słomą.
Dworek wraz z ziemiami, budynkami gospodarczymi i mieszkalnymi wchodził w skład majątku ziemskiego, należącego do rodziny Sokolnickich, herbu Nowina.

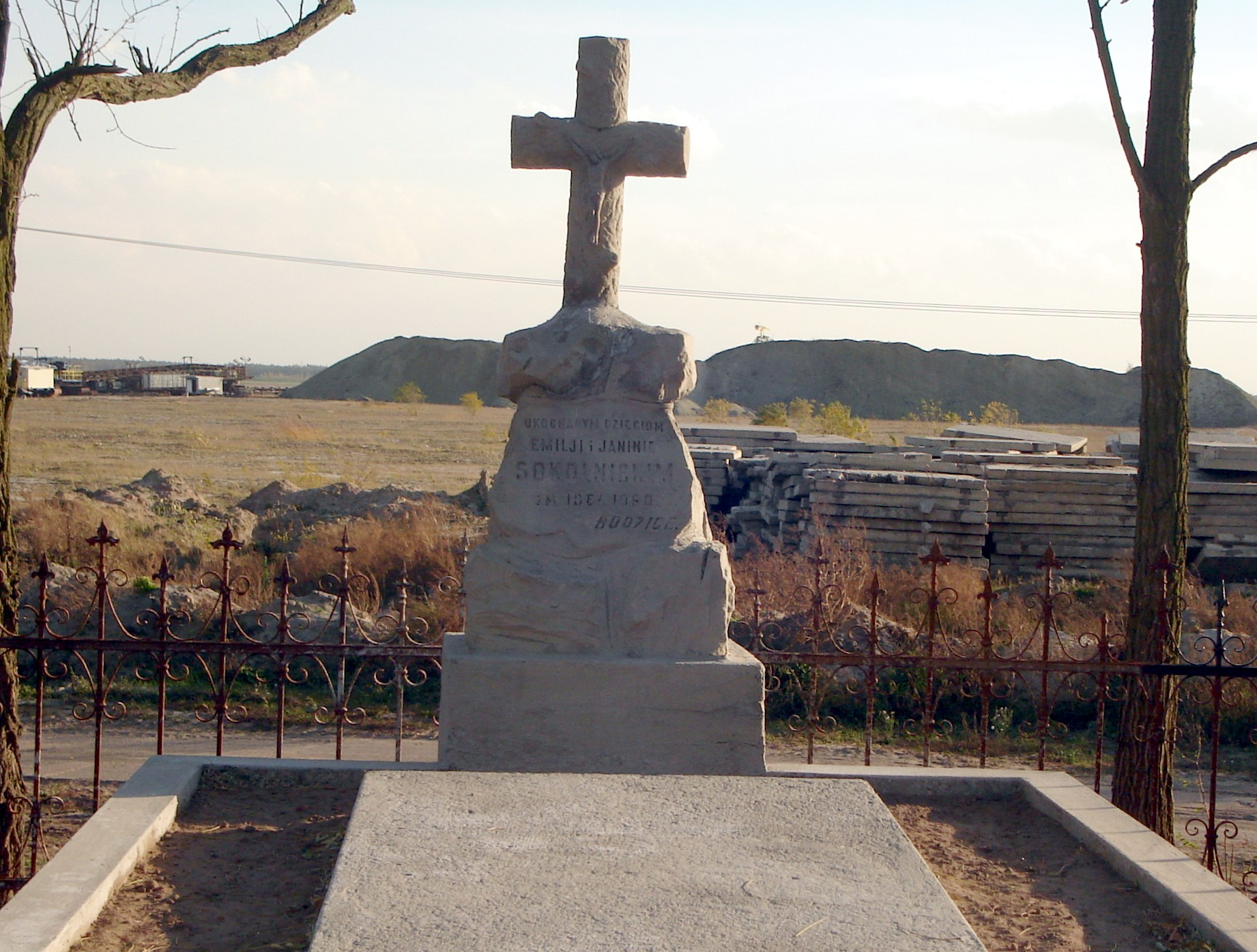
Grobowiec Sokolnickich

W majątku pracowało wielu mieszkańców Janiszewa oraz innych okolicznych miejscowości.
Po II wojnie światowej nastąpiła parcelacja majątku. Około roku 1964, ze względu na zły stan, budynek został zburzony. Pozostałe po nim gruzy zostały wykorzystane przy budowie dróg.
Grobowiec Sokolnickich znajduje się obok kościoła parafialnego w Janiszewie. W grobowcu tym spoczywają dzieci dziedziców – Emilia i Janina.

## Kościół pw. św. Jadwigi w Janiszewie
Pierwsze potwierdzone wzmianki z 1415 roku. Drewniana świątynia została wybudowana w roku 1712 z fundacji ówczesnego proboszcza Piotra Szymańskiego. Kościół rozebrali hitlerowcy w czasie II wojny światowej (1939–1945). Po wojnie istniał drewniany, prowizoryczny kościół, a w 15 lat po zakończeniu wojny, w latach 1958–1960 postawiono nową, murowaną świątynię.
Najcenniejszymi elementami budowy i sztuki są: obraz Matki Boskiej Szkaplerznej (XVIII wiek), ołtarzowe rzeźby śś. Piotra i Pawła (połowa XIX wieku) oraz kielich z tegoż samego okresu.

## Parafia
Parafia pw. św. Jadwigi w Janiszewie wchodząca w skład dekanatu kościeleckiego (diecezja włocławska), liczy ok. 1300 parafian. Obejmuje swym zasięgiem następujące wsie: Janiszew (kościół pw. Matki Boskiej Szkaplerznej i św. Jadwigi), Koźmin, Krwony, Kuźnicę Janiszewską, Posokę (kaplica pw. Najświętszego Serca Pana Jezusa) oraz Sacały.

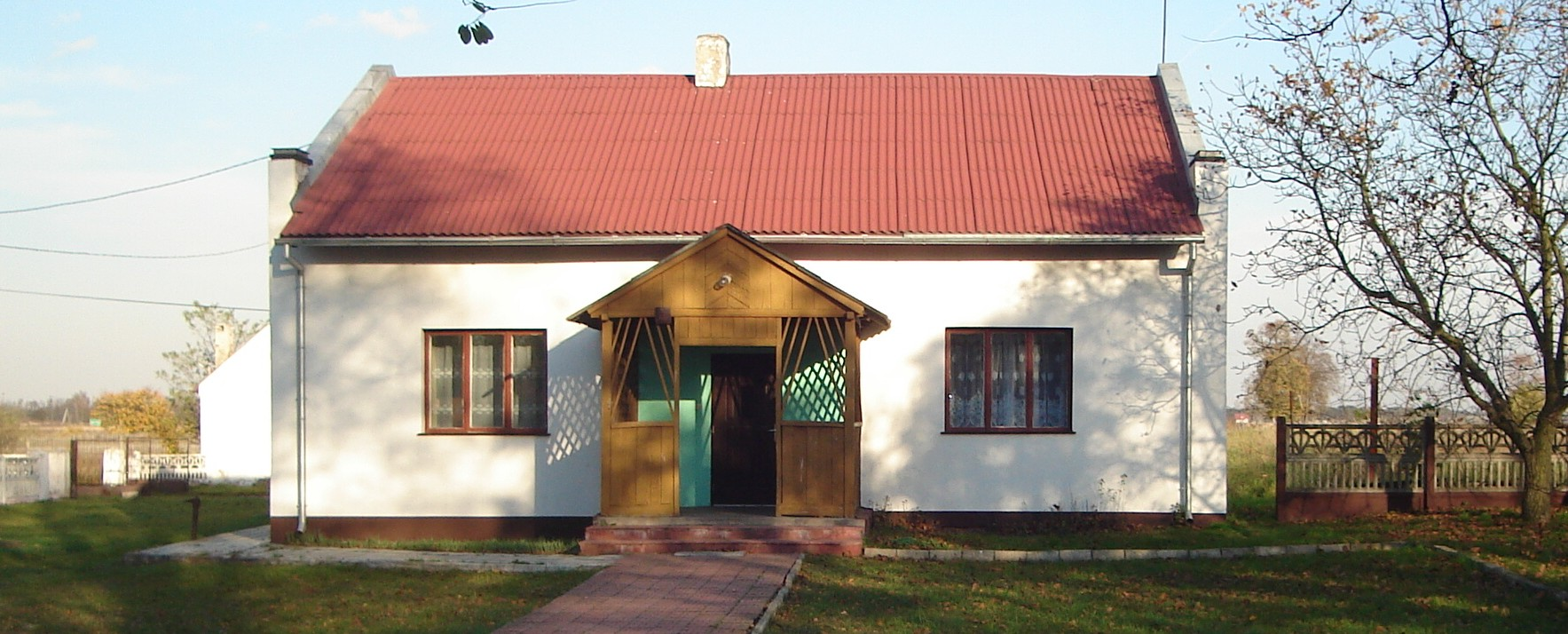
Plebania w Janiszewie

Odpusty w parafii Janiszew odbywają się 16 lipca oraz 16 października (w Janiszewie), a także 3 czerwca (w kaplicy w Posoce) lub w niedziele przypadające najbliżej tych dni.
Janiszewska parafia podlega Urzędowi Stanu Cywilnego w Brudzewie.
W Janiszewie znajduje się cmentarz parafialny z nagrobkami z początku XX wieku (najstarszy z 1907 roku).